# Zaria Kaličanin
Zaria Kaličanin (serbisch-kyrillisch Зарија Каличанин, * 26. Juli 2008) ist eine serbische Leichtathletin, die im Weit- und Dreisprung an den Start geht.

## Sportliche Laufbahn
Erste Erfahrungen bei internationalen Meisterschaften sammelte Zaria Kaličanin im Jahr 2025, als sie bei den U20-Balkan-Hallenmeisterschaften in Sofia mit einer Weite von 13,04 m die Bronzemedaille im Dreisprung gewann.
2024 wurde Kaličanin serbische Hallenmeisterin in der 4-mal-200-Meter-Staffel.

## Persönliche Bestleistungen
- Hochsprung: 1,76 m, 9. Juli 2023 in Novi Pazar
- Weitsprung: 5,76 m, 18. Januar 2025 in Belgrad
- Dreisprung: 13,07 m, 29. Dezember 2024 in Belgrad